# Issei Ōtake
Issei Ōtake (jap. 大竹壱青 Ōtake Issei; ur. 3 grudnia 1995 w Kawasaki) – japoński siatkarz, reprezentant Japonii, grający na pozycji atakującego.
Jego starsza siostra Riho, również jest siatkarką i występuje na pozycji środkowej.

## Sukcesy klubowe
Liga japońska:
- 2019
- 2020, 2021
- 2022[3], 2023[4]

Klubowe Mistrzostwa Azji:
- 2019

Liga południowokoreańska:
- 2024[5]

## Sukcesy reprezentacyjne
Puchar Azji:
- 2016

Mistrzostwa Azji:
- 2017
- 2021